# Whole Earth Catalog
Il Whole Earth Catalog è stata una pubblicazione statunitense ideata da Stewart Brand con l'intento di promuovere prodotti che aiutassero gli individui a trovare la loro guida per creare il loro ambiente di vita, condividendo l'esperienza con chiunque fosse interessato. Fu edita dal 1968 al 1971.

## Storia
Whole Earth Catalog fu concepita senza pubblicità e a basso costo. All'interno del catalogo furono raccolti ed elencati i migliori attrezzi e libri che si potevano trovare al mondo. La descrizione testuale era corredata da immagini, analisi ed usi, prezzi e fornitori. Il lettore inoltre poteva ordinare alcuni articoli direttamente per posta attraverso il catalogo. In ogni edizione del catalogo si esaminavano centinaia di prodotti.

Nel primo anno Whole Earth Catalog vendette mille copie a cinque dollari ciascuna. Progressivamente aumentarono i lettori e, da parte loro, la richiesta di informazioni su cambi di prezzo e indirizzi, nuove edizioni di libri, prodotti più presenti in quantità. A questo scopo il catalogo fu pubblicato fino a quattro volte l'anno fino al 1971. Successivamente si passò ad una soluzione più efficiente ossia dei supplementi trimestrali che contenevano le informazioni revisionate. Per rendere i supplementi più interessanti, Brand cominciò ad includere articoli, poesie e narrativa. I proventi della pubblicazione venivano raccolti da una fondazione senza scopo di lucro, che venne battezzata con il nome di «Point Foundation» (1971).
Nel 1972 Brand vinse il National Book Award con la pubblicazione intitolata The Last Whole Earth Catalog, che voleva essere l'ultima uscita del catalogo. Ma per la continua richiesta di aggiornamenti e di nuovi prodotti seguirono:
- The Whole Earth Epilog  nel 1974
- The Updated Last Whole Earth Catalog  nel 1975
- The Next Whole Earth Catalog nel 1980
- The Essential Whole Earth Catalog, ultima pubblicazione nel 1986

Dopo la pubblicazione di The Whole Earth Epilog ci si rese conto che i lettori erano ancora molti e preparati tanto da suggerire prodotti e dare brillanti commenti. Per raccogliere queste iniziative, nel 1974 nacque il CoEvolution Quarterly. Si trattava di una rivista con lo stesso stile del Whole Earth Catalog ma con temi legati all'ecologia, all'arte e alle scienze sociali. 
Nel 1984 Brand guidò la fondazione incontro ad una nuova era con l'uscita del Whole Earth Software Catalog 1.0 accompagnato da un periodico. Nel 1985 la Point Foundation convocò la prima conferenza degli hacker. Portò all'uscita del Whole Earth Software Catalog 2.0 e nacque un sistema regionale di videoconferenze, «The Whole Earth Lectronic Link» (WELL). Si trattava di una sorta di chat con più di diecimila utenti, un bacino dal quale attingere informazioni e scoprire tutte le novità. Brand si dimise come caporedattore dalla rivista nei primi anni ottanta. In seguito il numero di lettori diminuì al punto che i costi di produzione divennero insostenibili. La rivista fu pubblicata con altri nomi e diversi stili fino al 2003 ma era ormai distante dal concetto che rappresentava inizialmente. Il catalogo è stato definito da Steve Jobs, cofondatore della Apple, come «il progenitore di Google».
Stewart Brand sin dall'inizio pose un limite alla sua avventura: si sarebbe ritirato entro cinque anni con la speranza che prima della scadenza qualcuno avesse voglia di gestire ed eventualmente anche migliorare la sua iniziativa. Per dare credibilità alla decisione presa, dal principio lasciò sia il nome che la foto della copertina senza TM in modo che tutti potessero utilizzarli. Brand organizzò nel 1972 un'iniziativa di addio dove stanziò 20.000 dollari della Point Foundation a chi avesse avuto la migliore idea per investirli. Dopo diverse ore di discussione Brand non era convinto di nessuno ma decise comunque di lasciare i soldi ad un giovane "patito dell'informatica", Fred Moore. I soldi vennero nascosti da Moore in una lattina di vernice che nascose in una buca del suo giardino. Ma ben presto si fecero avanti dei programmatori, tra cui Lee Felsenstein, con una buona idea ma senza soldi per realizzarla. Puntavano a creare una sorta di rete di computer, rendendo la comunicazione e l'archiviazione di informazioni comuni a tutti.  Moore piacque l'idea e diede a loro i 20.000 dollari, il progetto si chiamò Resource One. Felsenstein e Moore lavorarono assieme con l'intento che sia  informazioni che i programmi  per il  computer dovessero essere gratis e disponibili a tutti: ci si stava avvicinando all'idea di open source. 

L'ultimo numero del Whole Earth Catalog conteneva una frase che caratterizza la sua essenza: "Stay hungry. Stay foolish." Steve Jobs ha ricordato queste parole durante un toccante discorso tenuto all'università di Stanford nel 2005, in occasione dell'assegnazione delle lauree (commencement day).

## Funzioni e scopi
Lo scopo della rivista era di permettere al lettore di trovare praticamente ogni informazione utile, a partire dall'idea che gli umani avrebbero quindi sviluppato una tecnologia ed una cultura nuova, positiva e sostenibile; in questo senso le sue idee anticipavano l'avvento di Internet. Il Whole Earth Catalog funzionava da mezzo di conoscenza e attraverso i commenti di Brand e dei suoi collaboratori anche come mezzo di valutazione sull'oggetto che si cercava. L'utente viene guidato a capire il valore di cosa sta cercando e come cercarlo. Un articolo era elencato nel catalogo se  ritenuto:
1. utile come strumento
2. attinente ad un'educazione indipendente
3. di alta qualità o costo minimo
4. facilmente disponibile per posta

## Caratteristiche e contenuti

### Il titolo
Il nome fu scelto con accuratezza dato che Brand voleva attirare l'attenzione per motivazioni politiche e formative più che commerciali.
Cominciò a girare per l'università di Berkeley con un cartello con scritto : "NASA: why haven't we seen a photo of the whole Earth yet?".
In questo cartello domandava il perché non fosse ancora resa pubblica la foto della Terra vista dalla Luna. Nel 1968 la Nasa iniziò i voli di prova per lanciare i primi uomini sulla luna. L'equipaggio poteva portare con sé macchine fotografiche automatiche e fotografare la Terra. Quindi la richiesta di Brand risultava possibile. Il motivo era dare un forte impatto psicologico mettendo questa foto come copertina della rivista. Lui era convinto che la visione della Terra come un'enorme palla blu sullo sfondo nero dell'universo avrebbe fatto capire quanto le differenze del colore di pelle, di religione, di nazionalità e tutti i beni materiali erano davvero poco importanti visti da lontano e invece era necessario essere uniti e favorire la voglia di condivisione. Il catalogo era un movimento che perseguiva uno stile basato su un pensiero responsabile che la Terra è uno spazio prezioso e le sue risorse vanno usate con accuratezza a favore di un'energia sostenibile. The Whole Earth Catalog  fu associato spesso alla cultura hippy e da molte persone di quella cultura apprezzato perché era molto utile per informazioni su prodotti per vivere in autosufficienza, per l'idea di diffondere gratuitamente il sapere e il rispetto verso la natura che ci circonda. Invece il catalogo non voleva apparire legato a questa cultura, per non essere associato a libri che diffondevano superstizioni o pseudoscienze.

### La struttura
Il catalogo era suddiviso nelle sezioni:
- Understanding Whole Systems (capire i sistemi generali)
- Shelter and Land Use (abitazioni e uso della terra)
- Industry and Craft (industria e artigianato)
- Communications (comunicazione)
- Community (società)
- Nomadics (cose in movimento)
- Learning (Sezione libri)
L'importanza di un articolo era suggerita dalle pagine occupate. Ma non sempre, in alcuni casi come commento all'oggetto veniva scritto : <<Here is someone who needs no introduction.>> ovvero che non c'era bisogno di presentazione data l'importanza che ricopriva.

### Lo stile
The Whole Earth Catalog è stato modellato sullo stile del catalogo della ditta L.L.Bean che produceva abiti caldi e resistenti e accessori da campeggio, il tutto spedito per posta. I vestiti erano di alta qualità e più tradizionali rispetto a quelli nei negozi locali. Inoltre la L.L. Bean accettava in restituzione ogni acquisto che non era di gradimento del cliente rimborsandolo per qualsiasi motivo, quindi comprare da loro non comportava alcun rischio. Lo stile del catalogo era legato ad un ritorno alla natura e le descrizioni erano efficienti e stringate, trovando larghi consensi tra i lettori (i quali provenivano per lo più  dalla parte nord est degli USA ed erano proprio persone molto concise). (Wholeearth, sezione Whole Earth Culture)
Dal punto di vista grafico il catalogo fu pubblicato usando una grande innovazione degli anni settanta. Uscì la macchina da scrivere Selectric dell'IBM e divenne l'attrezzatura standard di tanti uffici. Le Selectric diversamente dalle macchine da scrivere comuni avevano caratteri con orli acuti e spaziatura variabile, rendendo i testi stampati molto più professionali. Le pagine del The Whole Earth Catalog erano fuori misura, 28x36 centimetri.

## Curiosità
Brand è arrivato a concepire il Whole Earth Catalog con l'iniziativa del Whole Earth Truck Store nell'anno 1963. Il Whole Earth Truck Store fu il principio per il catalogo: si trattava di una libreria alternativa viaggiante su un autocarro ed era presentata al pubblico come una fiera dove attingere informazioni e potersi formare su svariati argomenti. Nel  1968 il “negozio viaggiante” finalmente si stabilì nella sua ubicazione permanente a Menlo Park in California. Quell'anno fu anche quello della prima uscita del catalogo  che divenne rapidamente un fenomeno culturale, il manuale non ufficiale della controcultura. 
Il motto del Whole Earth Catalog divenne “pensa in grande agisci in piccolo”. Era un modo efficiente di diffondere idee potenti che hanno alterato gli interessi e modi di vivere di milioni di persone grazie ai commenti brillanti, poetici e anticonformisti di Brand.
Altri paesi nel mondo si ispirarono al Whole earth Catalog per registrare e informare su attrezzi e tecniche utili per il loro sviluppo.
Nonostante la politica fosse spesso contro questa forma di diffusione di cultura gratuita, negli anni settanta uscì una versione del Whole Earth Catalog chiamata Liklik Buk in Papua Nuova Guinea. 
Fu utile per rendere gli abitanti consapevoli di nuove tecnologie, di uno sviluppo sostenibile e creare in loro fiducia nel migliorare l'economia tramite le loro risorse. Nel 1970 fu aperto un negozio chiamato Whole Earth Provision Co. ad Austin nel Texas per offrire i prodotti censiti dal Whole Earth Catalog. Del catalogo era conservato anche il rispetto per la natura e lo spirito per la ricerca di prodotti innovativi.